# Václav Haan
Václav Haan, také Hahn (1714? Mníšek pod Brdy – 22. května 1765 tamtéž) byl český hudební skladatel.

## Život
O mládí skladatele není nic známo. Objevuje se jako rektor kostela sv. Václava v Mníšku pod Brdy. Tuto funkci vykonával zřejmě až do své smrti v roce 1765. V letech 1743–1756 byl v Mníšku vybudován nový kostel zasvěcený rovněž sv. Václavu a pro jeho slavnostní vysvěcení složil slavnostní mši a Te Deum.

## Dílo
Hann je představitelem českého předklasicismu. Byl velmi plodným skladatelem chrámových skladeb. Jeho skladby se dochovaly v archivech pražských i venkovských kostelů a klášterů (Mělník, Broumov, Třeboň, Brno). Dnes jsou z jeho díla živé především vánoční pastorely.
Soupis dochovaného díla skladatele pořídil dr. Emilian Trolda (Hudební revue č.9/1916).